# Alexander Kirillowitsch Taganzew
Alexander Kirillowitsch Taganzew (russisch Александр Кириллович Таганцев; * 28. Februar 1951) ist ein sowjetisch-russisch-schweizerischer Physiker und Hochschullehrer.

## Leben
Taganzew, Enkel des Geographen Wladimir Taganzew und Urenkel des Senators Nikolai Taganzew, studierte an der Universität Leningrad (LGU) mit Abschluss 1974.
Nach dem Studium arbeitete Taganzew im Leningrader Physikalisch-Technischen Joffe-Institut der Akademie der Wissenschaften der UdSSR (seit 1991 Russische Akademie der Wissenschaften). Mit anderen untersuchte er die Seignette-Elektrizität. Er fertigte bei Wadim Gurewitsch seine Kandidat-Dissertation zur Theorie der dielektrischen Relaxation und der Thermopolarisation in Kristallen an, nach deren erfolgreicher Verteidigung er 1982 zum Kandidaten der physikalisch-mathematischen Wissenschaften promoviert wurde. Im Mittelpunkt standen dabei die Effekte in zentralsymmetrischen Kristallen.
Taganzew erweiterte sein Forschungsgebiet und untersuchte nun auch pyroelektrische, piezoelektrische, flexoelektrische und Thermopolarisationseffekte in Ionenkristallen. Mit seiner Doktor-Dissertation über den Einfluss der Besonderheiten des Phononen-Spektrums auf die dielektrischen, akustischen und thermischen Eigenschaften von Ferroelektrika und gewöhnlichen Dielektrika wurde er 1989 zum Doktor der physikalisch-mathematischen Wissenschaften promoviert. Er wurde 1991 Leiter des Laboratoriums für Physik der Ferroika des Joffe-Instituts.
Ab 1991 lehrte Taganzew an der Polytechnischen Universität St. Petersburg mit Ernennung zum Professor.
1993 wechselte Taganzew zur École polytechnique fédérale de Lausanne (EPFL). Im dortigen Laboratorium für Keramik führte er seine Forschungsarbeiten fort. Er ist jetzt Professor emeritus.